# Bodelwyddan
Bodelwyddan ist eine Ortschaft sowie eine Community und ein Ward in der walisischen Principal Area Denbighshire. Von den 2147 Einwohnern der Community entfielen im Zensus 2011 1794 Menschen auf die Ortschaft.

## Geographie
Die Community Bodelwyddan liegt im Norden von Denbighshire, wenige Kilometer von der Küste der Irischen See entfernt. Bodelwyddan grenzt im Westen und im Norden an die Principal Area Conwy County Borough, genauer gesagt an die dortigen Communitys Abergele und Kimmel Bay and Towyn. Die übrigen Grenzen verlaufen mit Communitys in Denbighshire: im Norden an Rhyl, im Osten an Rhuddlan und St Asaph und im Süden an Cefnmeiriadog. Zudem sind die Community und der Ward Bodelwyddan deckungsgleich.
Die Ortschaft Bodelwyddan selbst liegt innerhalb der Community mittig-links und ist der wichtigste Ort der Community. Weitere Siedlungen auf dem Gebiet der Community sind unter anderem Glascoed, Gwernigron und Little Pengwern. Durch die Community verläuft unter anderem die A547 road und die A55 road, an deren Nordseite auch die Siedlung Bodelwyddan liegt.

## Infrastruktur
Bodelwyddan besitzt eine eigene Poststelle der Royal Mail. Ebenso hat Bodelwyddan mit St Magaret eine eigene Kirche, die zur Mission Area of Aber-Morfa gehört.

## Bauwerke
In Bodelwyddan befinden sich 68 Gebäude, die in die Statutory List of Buildings of Special Architectural or Historic Interest aufgenommen wurden. 60 dieser Gebäude sind Grade II buildings, die übrigen acht Grade II* Buildings. Dazu gehören auch die folgenden Gebäude:
- Bodelwyddan Castle liegt rund einen Kilometer südlich der Ortschaft Bodelwyddan und diente lange Zeit als Wohnsitz der Familie Humphreys, bis es circa 1690 an William Williams, Speaker im House of Commons, verkauft wurde. Das Gebäude blieb bis 1918 im Besitz der Familie Williams, wurde dann aber wegen finanziellen Problemen verkauft. Nachdem es kurzzeitig in den Besitz der Army wanderte, existierte zwischen 1920 und 1982 eine Privatschule in dem Gebäude. Seitdem wird es als Hotel und Kunstgalerie genutzt. Mindestens seit 2002 ist es ein Grade II* building.[7] Der öffentliche Zugang wurde Anfang 2019 wegen finanziellen Problemen verhindert und die übrigen 99 Jahre Pacht vom Trust zum Verkauf angeboten.[8] Der Verkaufswert wird auf circa eine Million Pfund Sterling geschätzt.[9]
- Die Kirche St Margaret, auch als The Marble Church (deutsch: Die Marmor-Kirche) bekannt, wurde zwischen 1856 und 1860 im Auftrag von Lady Margaret in Gedenken an ihren verstorbenen Gatten Henry Peyto-Verney, 16. Baron Willoughby de Broke nach Plänen von John Gibson errichtet. Auf Vorschlag des Bischofs wurde die Kirche St Margaret genannt. Den Spitznamen The Marble Church hat die Kirche wegen der üppigen Verwendung von Marmor im Inneren. Die Kirche selbst ist ein Grade II* building.[10]
- Faenol Fawr wurde 1597 als Landhaus für John Lloyd, Registrar für die Diözese St. Asaph, mit Staffelgiebeln erbaut. Nachdem es im Laufe der Zeit über die Familie Price in den Besitz der Williams-Familie gewandert war, wurde das zumeist als Farmhaus genutzte Gebäude im 18. Jahrhundert umgebaut. 1984 wurde es durch einen Brand beschädigt, heutzutage ist das Grade II* building ein Hotel.[11]

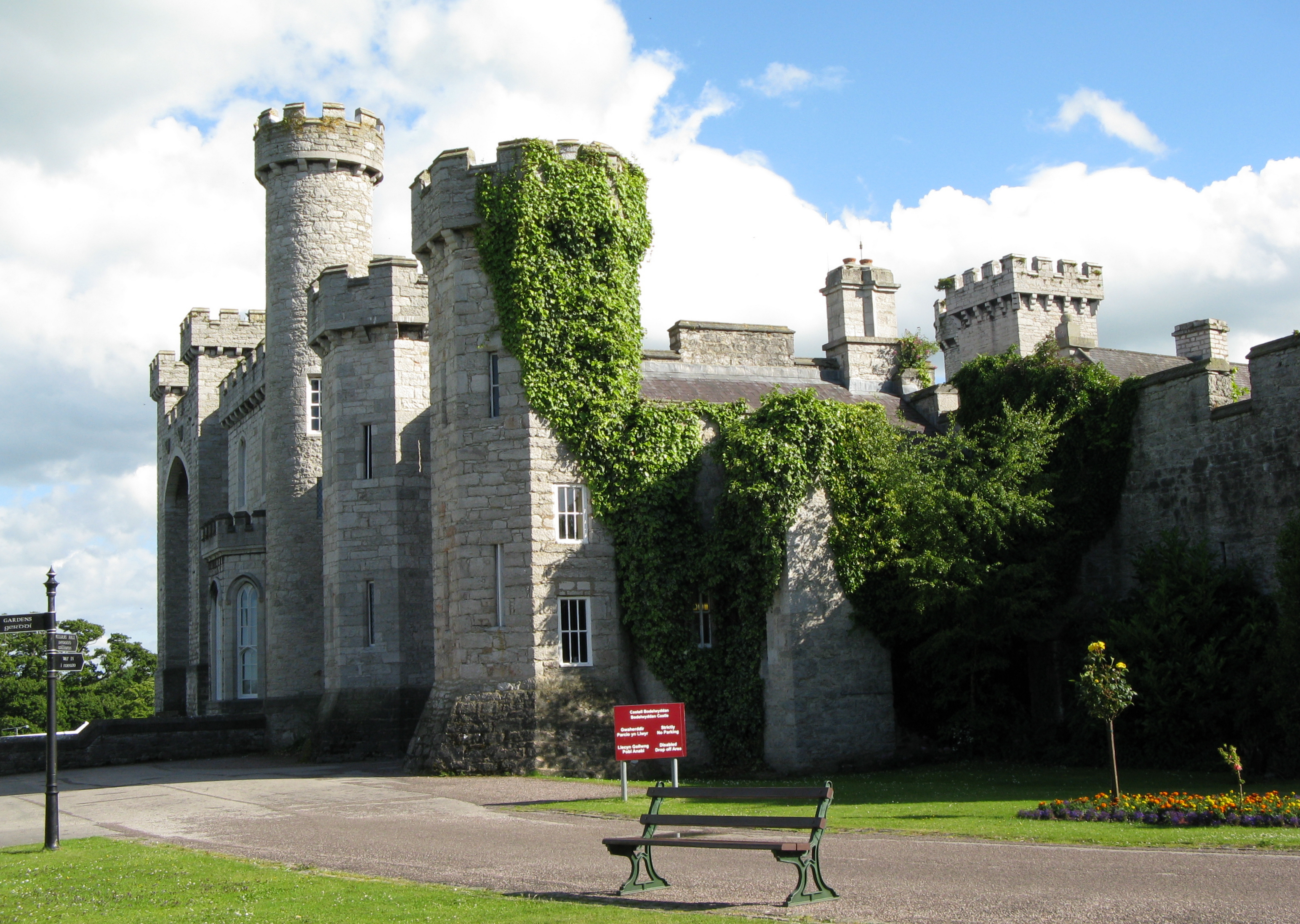
Bodelwyddan Castle
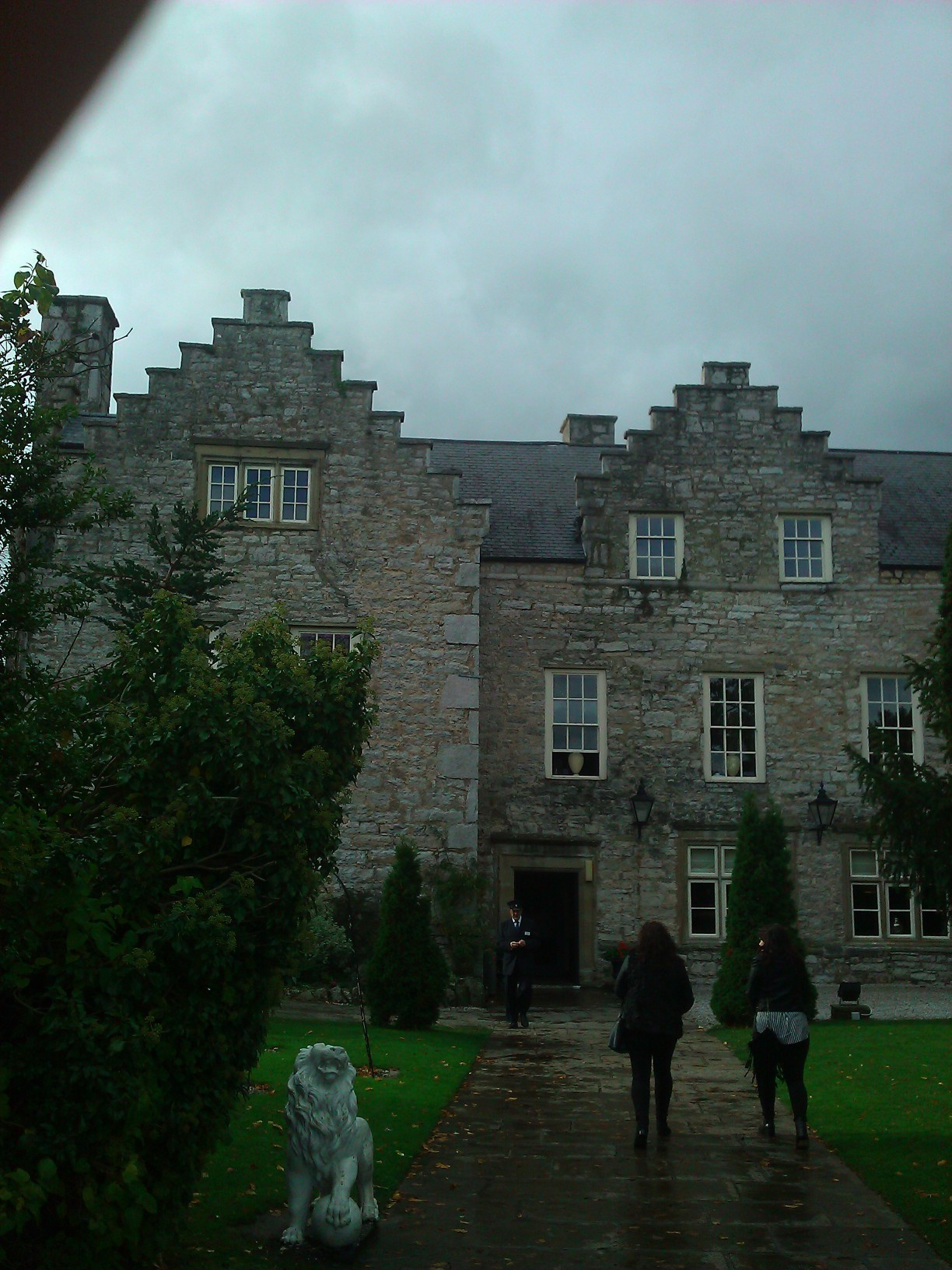
Faenol Fawr

## Persönlichkeiten
- Jade Jones (* 1993), Taekwondoin
- Phil Salt (* 1996), Cricketspieler
- Lowri Roberts (* 1997), Squashspielerin
- Dylan Levitt (* 2000), Fußballspieler